# Rally Tierras Altas de Lorca de 2019
El Rally Tierras Altas de Lorca de 2019 fue la 8.º edición y la primera cita de la temporada 2019 del Súper Campeonato de España de Rally y del Campeonato de España de Rally de Tierra. Se celebró del 8 al 9 de marzo y contó con un itinerario de nueve tramos que sumaban un total de 105,92 km cronometrados.
Casi sesenta equipos se inscribieron en la prueba destacando nombres como Xavier Pons, Gorka Eizmendi, Pepe López, Daniel Alonso, Javier Pardo o Juan Carlos Quintana.

## Itinerario
| Día   | Tramo        | Nombre           | Distancia | Hora        | Ganador    | Tiempo      | Líder      |
| ----- | ------------ | ---------------- | --------- | ----------- | ---------- | ----------- | ---------- |
| Día 1 | TC1          | X Recinto Ferial | 1,3 km    | 17:51       | Pepe López | 1:17.7      | Pepe López |
| Día 2 |              |                  |           |             |            |             |            |
| TC2   | A1           | 13,85 km         | 08:08     | Xavier Pons | 10:20.1    | Xavier Pons |            |
| TC3   | B1           | 9,74 km          | 08:44     | Pepe López  | 16:45.4    | Xavier Pons |            |
| TC4   | A2           | 13,85 km         | 10:34     | Xavier Pons | 25:30.5    | Xavier Pons |            |
| TC5   | B1           | 9,74 km          | 11:10     | Xavier Pons | 31:41.5    | Xavier Pons |            |
| TC6   | C1 (TC plus) | 13,74 km         | 13:50     | Pepe López  | 39:41.9    | Xavier Pons |            |
| TC7   | D1           | 14,98 km         | 14:23     | Xavier Pons | 48:26.1    | Xavier Pons |            |
| TC8   | C2           | 13,74 km         | 16:33     | Pepe López  | 56:30.1    | Xavier Pons |            |
| TC9   | D2           | 14,98 km         | 17:06     | Pepe López  | 1:05:11.9  | Xavier Pons |            |

## Clasificación final
| Pos.  | Piloto               | Copiloto                   | Automóvil       | Tiempo    | Diferencia |
| S-CER | S-CER                | S-CER                      | S-CER           | S-CER     | S-CER      |
| ----- | -------------------- | -------------------------- | --------------- | --------- | ---------- |
| 1.    | Xavier Pons          | Rodrigo Eusebio de Sanjuan | Škoda Fabia R5  | 1:05:11.9 | 0.0        |
| 2.    | Javier Pardo         | Adrián Pérez Fernández     | Škoda Fabia R5  | 1:05:57.8 | +45.9      |
| 3.    | Pepe López           | Borja Rozada               | Citroën C3 R5   | 1:08:03.9 | +2:52.0    |
| 4.    | Alexander Villanueva | Óscar Sánchez              | Škoda Fabia R5  | 1:08:50.8 | +2:52.0    |
| 5.    | Juan Carlos Quintana | Rogelio Peñate             | Citroën DS3 N5  | 1:09:53.8 | +4:41.9    |
| 6.    | Efrén Llarena        | Sara Fernández             | Peugeot 208 R2  | 1:11:10.6 | +5:58.7    |
| 7.    | Daniel Marbán        | Víctor M. Ferrero          | Ford Fiesta N5  | 1:12:55.0 | +7:43.1    |
| 8.    | Alfredo De Dominicis | Marco Vozzo                | Renault Clio N5 | 1:15:09.6 | +9:57.7    |
| 9.    | Roberto Rozada       | José Murado                | Ford Fiesta N5  | 1:23:12.6 | +18:00.7   |
| 10.   | Alfredo Tamés        | Ramón Suárez               | Ford Fiesta N5  | 1:48:45.5 | +43:33.6   |
| CERT  |                      |                            |                 |           |            |
| 1.    | Xavier Pons          | Rodrigo Eusebio de Sanjuan | Škoda Fabia R5  | 1:05:11.9 | 0.0        |
| 2.    | Javier Pardo         | Adrián Pérez Fernández     | Škoda Fabia R5  | 1:05:57.8 | +45.9      |
| 3.    | Gorza Eizmendi       | Diego Sanjuan de Eusebio   | Ford Fiesta R5  | 1:07:48.2 | +2:36.3    |
| 4.    | Pepe López           | Borja Rozada               | Citroën C3 R5   | 1:08:03.9 | +2:52.0    |
| 5.    | Alexander Villanueva | Óscar Sánchez              | Škoda Fabia R5  | 1:08:50.8 | +3:38.9    |
| 6.    | Josep Basols         | Xavier Amigò               | Škoda Fabia R5  | 1:09:46.3 | +4:34.4    |
| 7.    | Juan Carlos Quintana | Rogelio Peñate             | Citroën DS3 N5  | 1:09:53.8 | +4:41.9    |
| 8.    | Eduard Pons          | Alberto Chamorro           | Škoda Fabia R5  | 1:10:19.8 | +5:07.9    |
| 9.    | Efrén Llarena        | Sara Fernández             | Peugeot 208 R2  | 1:11:10.6 | +5:58.7    |
| 10.   | Xavi Domènech        | Dani Muntadas              | Citroën DS3 R5  | 1:11:38.9 | +6:27.0    |